# Ceratarcha umbrosa
Ceratarcha umbrosa är en fjärilsart som beskrevs av Swinhoe 1894. Ceratarcha umbrosa ingår i släktet Ceratarcha och familjen Crambidae. Inga underarter finns listade i Catalogue of Life.

## Bildgalleri

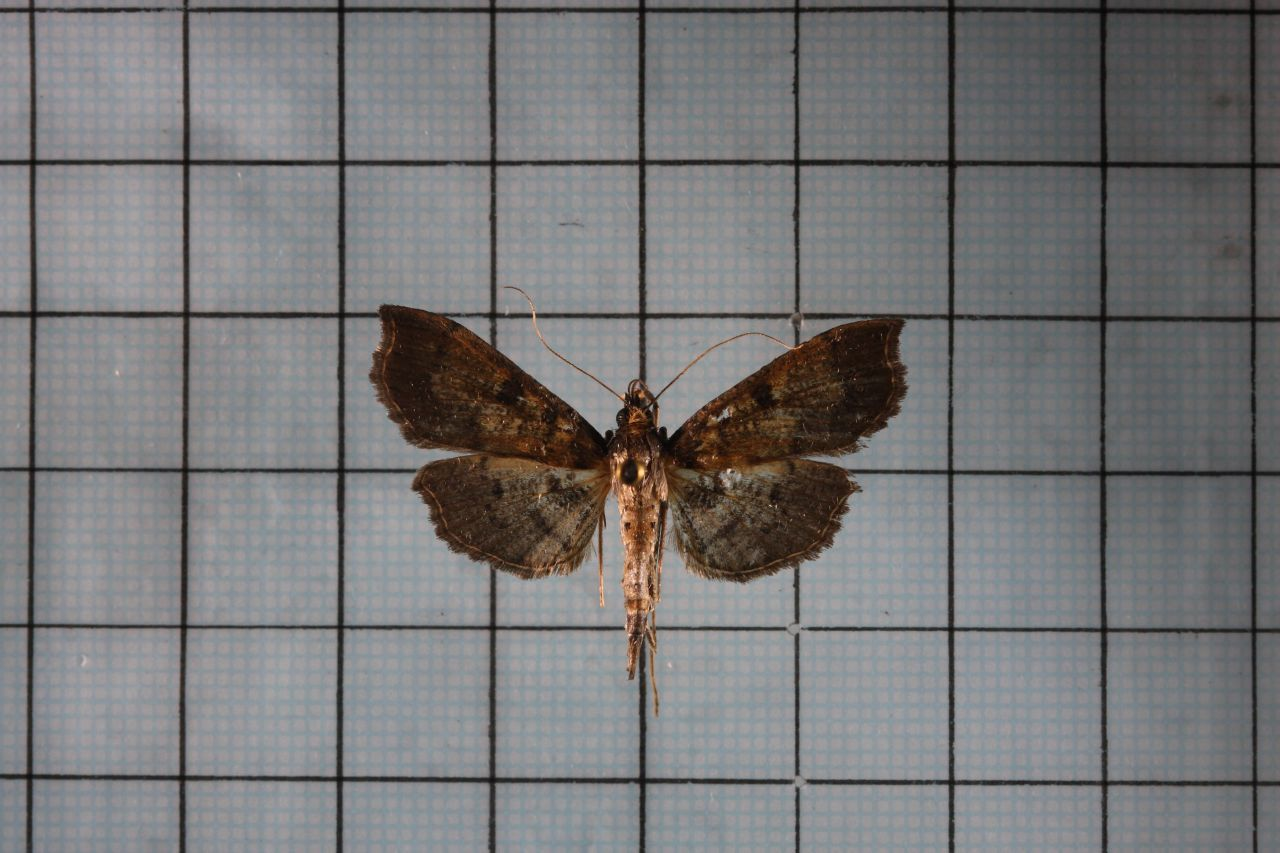